# Ravenel (Oise)
Ravenel település Franciaországban, Oise megyében. Lakosainak száma 1047 fő (2022. január 1.). Ravenel Angivillers, Léglantiers, Maignelay-Montigny, Plainval, Le Plessier-sur-Saint-Just és Saint-Martin-aux-Bois községekkel határos.

## Népesség
A település népessége az elmúlt években az alábbi módon változott:
| Lakosok száma | 1139 | 1132 | 1129 | 1098 | 1081 | 1071 | 1064 | 1054 | 1047 |
|               | 2013 | 2015 | 2016 | 2017 | 2018 | 2019 | 2020 | 2021 | 2022 |